# Гиргенс, Сандис
Сандис Гиргенс (латыш. Sandis Ģirģens, 11 мая 1980 года, Varaklāni, Латвийская ССР) — латвийский юрист, политический и государственный деятель, министр внутренних дел Латвии (с 23 января 2019 до 3 июня 2021 года), исполняющий обязанности министра экономики Латвии (с 16 марта по 2 апреля 2020).

## Биография
Изучал право в Высшей школе (университете) бизнеса «Туриба». Имеет степень бакалавра в области правоведения. В 2021 году окончил Латвийский университет в дипломатии.
После окончания школы бизнеса до 2000 года работал секретарём судебных заседаний суда Зиемельского района города Риги, позже — помощник судьи районного суда Риги (2000—2003).
Юрист Бюро присяжных адвокатов «Grīnvalds un Partneri» (2003—2005). Помощник присяжного адвоката в Бюро присяжных адвокатов «Grīnvalds un Partneri» (2005—2009).
С мая 2009 года — индивидуально практикующий присяжный адвокат.
Член центристской партии «Кому принадлежит страна?». С ноября 2018 года работал помощником депутата 13-го Сейма Латвии от политической партии «KPV LV» Ральфа Немиро.
23 января 2019 года занял пост министра внутренних дел Латвии. С 16 марта по 2 апреля 2020 года исполнял также обязанности министра экономики Латвии. 
Начал реформы в системе внутренних дел (модернизация служб, повышение зарплаты, дигитализация, министр инициировал идею и под руководством министра Обеспечное государственное агентство в сотрудничестве с АО «UPB» разработало типовые проекты зданий VUGD депо, которые будут основанием для того, чтобы на базе данных проектов были приспособлены и использованы как единый административный центр учреждений, при необходимости согласовав проекты с помещениями, необходимыми для функций находящихся в ведомственном ведомстве учреждений (Государственной полиции, Государственной пограничной охраны, Управления по делам гражданства и миграции) и других учреждений (Службы неотложной медицинской помощи, полиции самоуправления, Управления по делам гражданства и миграции).
18 марта 2021 года поддержан инициатива министра внутренних дел по проекту Министерства внутренних дел о выделении 27,3 млн евро на строительство VUGD депо, а также для приобретения и приспособления здания для нужд Государственной полиции (СП).
В должности министра активно защитил идею о необходимости восстановления ликвидированной в 2009 году академии полиции в современном облике, укреплении внутренней безопасности государства, основав новую академию внутренней безопасности с модернизированными программами образования для подготовки персонала к службам внутренних дел, учреждениям правоохранительных и государственных служб безопасности.
3 июня 2021 года потерял свой пост в связи с выходом партии KPV LV из правительственной коалиции.
17 сентября 2021 года основал политическую партию «Республика». Сопредседатель.